# Henri Marcellin Auguste Bougenier
Henri Marcellin Auguste Bougenier, dit Bouginier, né le 13 nivôse an VII (2 janvier 1799) à Valenciennes et mort le 4 février 1866 à Paris 6e, est un peintre et photographe français.

## Biographie
Henri (ou Henry) Marcellin Auguste Bougenier est élève à l'école des beaux-arts de Valenciennes dans l'atelier de Jacques-François Momal. Il obtient une médaille en 1821. Il se rend à Paris pour se perfectionner et fréquente l'atelier d'Antoine-Jean Gros, et noue une amitié avec Guillaume Guillon Lethière chez qui il occupa un atelier au no 9 rue Childebert.
Durant son séjour rue Childebert, vers 1840, ses condisciples, dont Tony Johannot, s'amusèrent à moquer son nez qu'ils jugeaient proéminent. Ils décidèrent de le caricaturer sur les murs du quartier. L'un de ces graffitis exécuté au pochoir par un ancien locataire de la maison Childebert, l’architecte-décorateur Berthier, s'est retrouvé au dessous de la corniche supérieure de la grande arcade d’entrée du 2 place du Caire, intégré au décor de la façade par l’architecte Gabriel Garraud (d)  lors de la restauration de cette structure, où il est toujours visible,.
Après avoir commencé à exposer à Douai puis à Valenciennes, il a pris part aux Salons de Paris en 1844, 1845 et 1850, ne produisant, selon Pierre Larousse, quoique élève de Gros, que des œuvres médiocres.
Au début de sa carrière, il peignait surtout des sujets religieux et historiques inspirés des maitres anciens, comme Eustache Le Sueur, dont un Christ en croix pour l’église Saint-Denis de Viry-Châtillon, et d’un Christ et Madeleine pour l’église de Chermizy. Il poursuit également une activité pour l'État français (1862-1864) en exécutant plusieurs tableaux pour le château des Marches.
Ses contemporains n’ayant pas oublié les charges d’atelier dont il avait été la victime, et qui n’ont peut-être pas peu contribué à lui faire manquer sa carrière, il abandonne, à partir de 1856, la peinture religieuse et s’installe boulevard de Bonne-Nouvelle, comme photographe,. Appelé, en cette qualité, à se rendre à Saint-Pétersbourg, il photographie des monuments et des sculptures de grandes tailles. Il fut pionnier en ce domaine.
Ami de Théodore Géricault et de Richard Parkes Bonington, son atelier et ses collections sont passés en vente en avril 1866 et en mars 1877. Le musée des Beaux-Arts de Valenciennes conserve de cet artiste quatre figures qu’il avait peintes lorsqu’il était dans l’atelier de Gros.